# أناجيل ليشفيلد

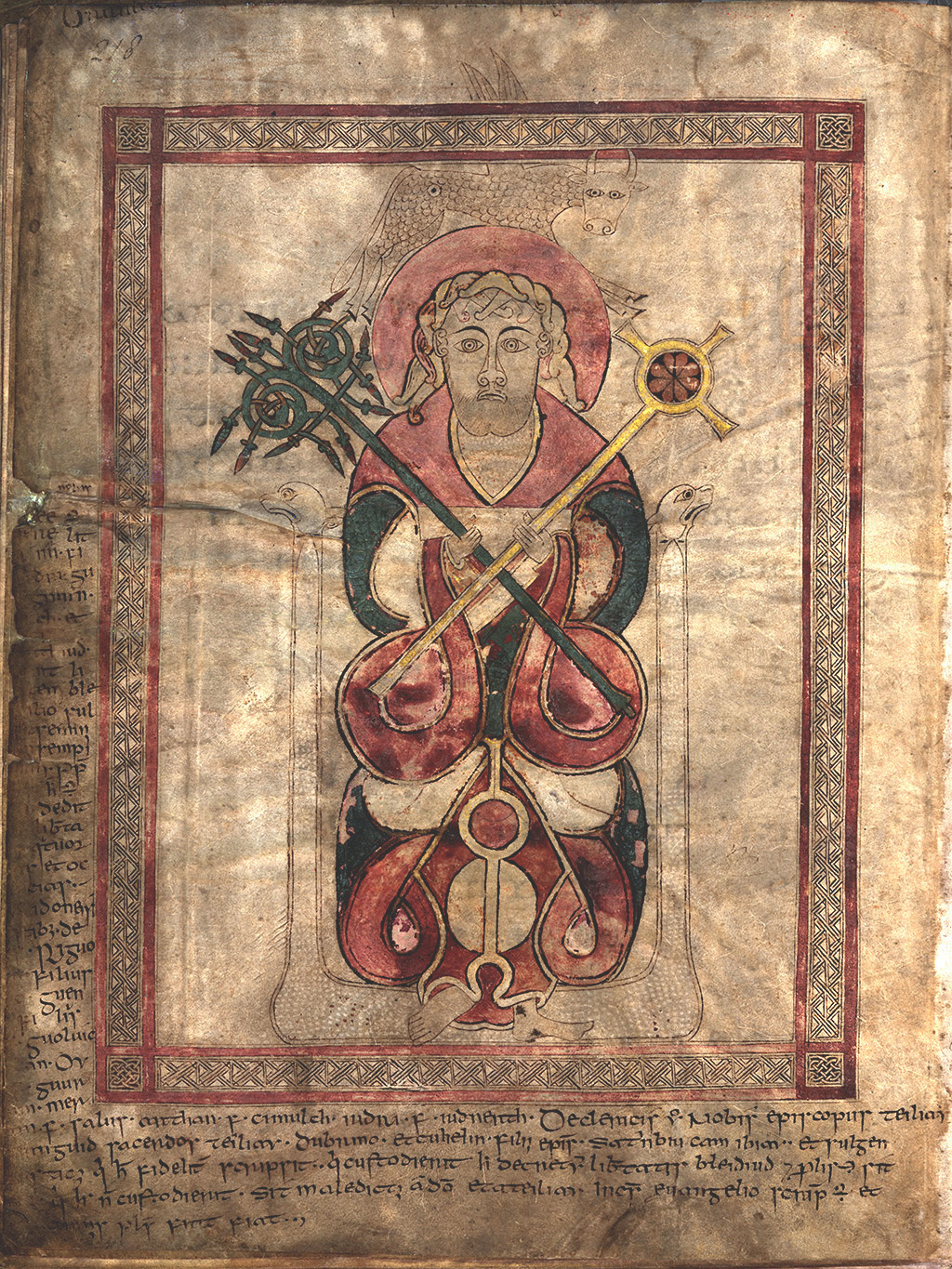
صورة المبشر للقديس لوقا

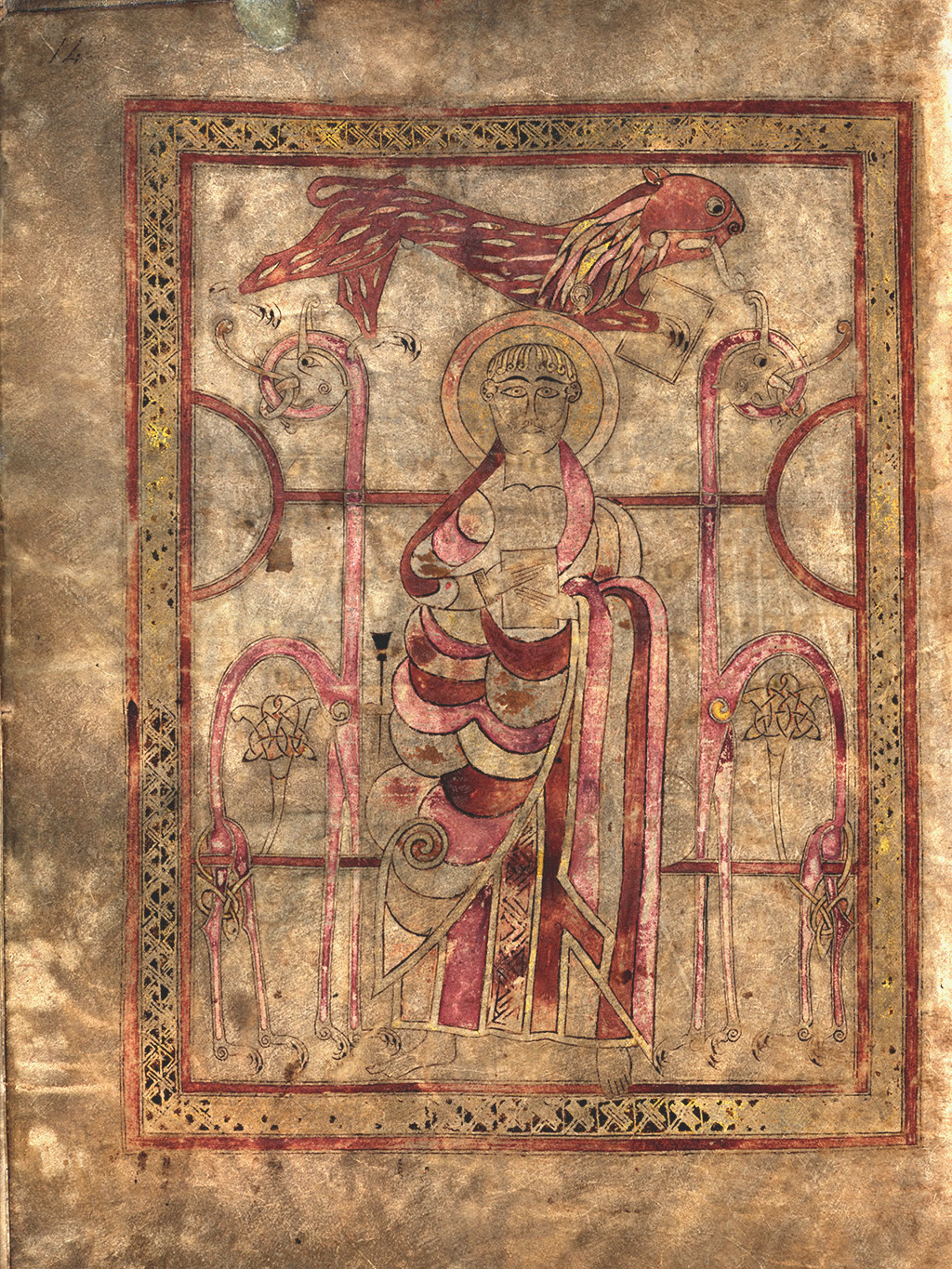
صورة المبشر للقديس مرقس

أناجيل ليشفيلد (يشار إليها في الآونة الأخيرة بأناجيل القديس تشاد، و المعروفة باسم كتاب تشاد وإنجيل القديس تشاد، و إنجيل سانت إنجيلو، وإنجيل انديلو) هو القرن 8TH الجزر الإنجيل كتاب يقع في كاتدرائية ليتشفيلد . هناك 236 صفحة باقية ، ثمانية منها مضيئة. أربعة أخرى تحتوي على نص مؤطر. صفحات قياس 30.8   سم بنسبة 23.5   سم. تعد المخطوطة مهمة أيضًا لأنها تضم ، على هامش ، بعضًا من أقدم الأمثلة المعروفة للويلزية القديمة المكتوبة ، والتي يرجع تاريخها إلى أوائل القرن الثامن.  بيتر لورد يؤرخ الكتاب في 730 ، ووضعه زمنيا قبل كتاب كيلز ولكن بعد أناجيل ليندسفارن . 

## الزخرفة

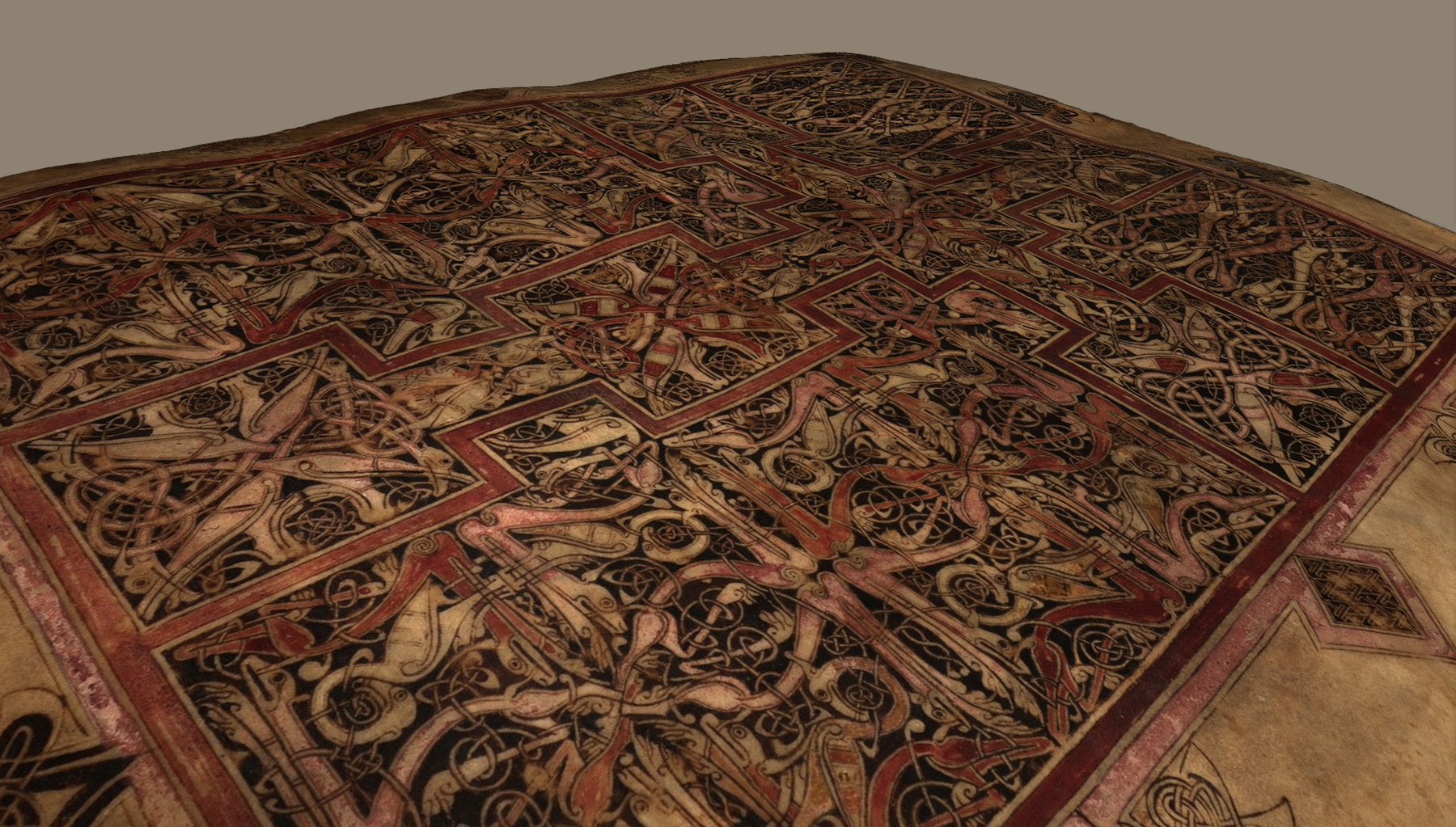
صفحة من إنجيل ليشفيلد

تحتوي المخطوطة على صورتين مبشرين (القديس مرقس وسانت لوقا) ؛ صفحة سجادة ، تشبه إلى حد كبير تقنية عمل Eadfrith [[[|of Lindisfarne?]]] أنه ينبغي أن يعزى إليه ؛ صفحات محورية لماثيو ( Lib of Liber ) ومارك ( Ini of Initium ) و Luke ( Q of Quoniam ) ؛ صفحة أحادية تشي تشي ، وصفحة مع أربعة رموز من المبشرين . لسوء الحظ ، فإن صفحة ماثيو التمهيدية تُلبس بشدة ، ويبدو أنها كانت بمثابة الغلاف الأمامي للمخطوط لعدة سنوات. يتضمن إنجيل ماثيو أربع صفحات مؤطرة: أنساب المسيح (3 صفحات) وصفحة ماثيو الأخيرة.

## روابط خارجية
- مجموعة الأدب السلتي - طبعة إيفانز وريس من الهامش ، مع ترجمة للسجلات الأولى والثانية.
- تراكب الصور التاريخية - انظر كيف تتقدم سن الأناجيل في تشاد
- Lichfield Cathedral - معلومات عن الأناجيل القديس تشاد ورؤية هذا الإنجيل العظيم
- مخطوطات كاتدرائية ليتشفيلد ، نسخة رقمية من إنجيل القديس تشاد ، 2010. يتضمن القدرة على تراكب الصور الملتقطة مع 13 نطاقًا مختلفًا من الضوء والصور التاريخية (بدءًا من عام 1887) وتصورات متعددة الأطياف. يتضمن أيضًا ستة عشر إصدارًا تفاعليًا ثلاثي الأبعاد وستة عشر إصدارًا من RTI. كلية الآداب والعلوم ، جامعة كنتاكي وجامعة أوكلاهوما
- 3D لتقديم المخطوطات المضاءة - يشرح النمذجة ثلاثية الأبعاد لأناجيل St Chad المضاءة في القرن الثامن